# Хала спортова у Краљеву
Хала спортова има 3350 седишта, изузетно је модеран спортски објекат са свим пратећим садржајима. Све потребне услове за такмичења ова дворана испуњава. Нова хала поседује сертификат ФИБА светске кошаркашке федерације, као и одбојкашке и рукометне Федерације. Поред спортских дешавања, у њој се могу одржавати и друге манифестације.

## Вакцинација против COVID-19
Од 22. јануара 2021. године Хала спортова се користи као пункт за масовну вакцинацију против COVID-19. Први контигент вакцина је произвео кинески институт Синофарм.